# ブルキナファソの国旗
ブルキナファソの国旗（ブルキナファソのこっき）は、1984年8月4日に制定された。汎アフリカ色で構成されており、赤及び緑の旗地の中央に黄色の星がデザインされている。赤は社会主義、緑は農業を象徴し、星は革命を導くとされている。
1984年以前はオートボルタ共和国とよばれており、別のデザインのオートボルタの国旗があった。

?オートボルタ共和国の国旗 （1958年 - 1984年）
?オートボルタ共和国の大統領旗